# Madeira-Sardine
Die Madeira-Sardine (Sardinella maderensis) ist eine kleine Fischart der Gattung Sardinella, die im Ostatlantik und im Mittelmeer heimisch ist. Die Art ernährt sich von Phytoplankton und Fischlarven. Die Spezies ist pelagisch, ozeanodrom und bildet in Küstengewässern Schulen, oft auch gemeinsam mit S. aurita. Die IUCN stuft den Bestand als „gefährdet“ ein.

## Aussehen
S. maderensis besitzt einen länglichen Körper mit einem unterschiedlich stark hervortretenden Bauch. Es handelt sich bei der Art um eine der größeren innerhalb der Gattung, da die Individuen eine Größe von bis zu 37 cm erreichen können. Diese Fische haben 18–23 Rückenflossenweichstrahlen und 17–23 Afterflossenweichstrahlen sowie 44–48 Wirbel. Der Bauch ist stark gekielt. Die oberen Brustflossenstrahlen sind auf der Außenseite weiß, die Membran dazwischen ist jedoch schwarz. Diese Art besitzt eine graue Schwanzflosse mit schwarzen Spitzen.
Diese Art ähnelt der Goldsardine (S. aurita) stark, lässt sich jedoch dadurch unterscheiden, dass sie nur 7 verzweigte Strahlen an der Bauchflosse besitzt, von denen S. aurita acht hat. Außerdem fehlt der der schwarze Fleck auf dem Kiemendeckel, anstatt dem die Fische eine goldene oder schwarze Musterung hinter dem Kiemendeckel besitzen.
Von S. rouxi (Gelbschwanzsardine) lässt sie sich dadurch unterscheiden, dass sie mehr Kiemenreusen besitzt und dass die Schwanzflosse grau mit schwarzen Spitzen statt hellgelb ist.

## Aktuelle Entwicklung
Die Fänge von Sardinella maderensis sind von 1,8 Tonnen pro Fahrt im Jahr 2003 auf 1,5 Tonnen in den folgenden zwei Jahren zurückgegangen. Die größten Fischgründe für diese Art liegen vor den Küsten Marokkos und des Senegals. In den letzten zehn Jahren hat sich die Durchschnittsgröße der Fische von 35 cm auf 32 cm verringert. Laut Experten sind diese Veränderungen auf die sehr aktive niederländische kommerzielle Fischerei in der Region zurückzuführen.

## Lebensraum
Diese Art kommt mit sehr niedrigen Salzgehalten zurecht, wenn sie sich in Flussmündungen und Lagunen zurückzieht. Sardinella maderensis verbringt die meiste Zeit nahe der Wasseroberfläche und ernährt sich von Phytoplankton und Fischlarven.

## Status
Die Population der Madeira-Sardine geht zurück, da sie gemeinsam mit der Goldsardine überfischt wird, weshalb die Durchschnittsgröße und die gefangene Menge zurückgeht. Daher stuft die IUCN den Bestand als „gefährdet“ ein.